# Grevillea teretifolia
Grevillea teretifolia är en tvåhjärtbladig växtart som beskrevs av Meissn.. Grevillea teretifolia ingår i släktet Grevillea och familjen Proteaceae. Inga underarter finns listade i Catalogue of Life.